# Plogen (berg i Antarktis, lat -73,22, long -13,78)
Plogen är ett berg i Antarktis. Det ligger i Östantarktis. Norge gör anspråk på området. Toppen på Plogen är 898 meter över havet, eller 325 meter över den omgivande terrängen. Bredden vid basen är 7,4 km.
Terrängen runt Plogen är kuperad åt sydväst, men åt nordost är den platt. Trakten är obefolkad. Det finns inga samhällen i närheten. 